# (R,R)-butanodiolo deidrogenasi
La (R,R)-butanodiolo deidrogenasi è un enzima appartenente alla classe delle ossidoreduttasi, che catalizza la seguente reazione:
(R,R)-butano-2,3-diolo + NAD+ ⇄ (R)-acetoina + NADH + H+
L'enzima converte anche i diacetili in acetoina, utilizzando NADH come agente riducente.